# Trapelus mutabilis
Trapelus mutabilis es una especie de reptil escamoso del género Trapelus, familia Agamidae. Fue descrita científicamente por Merrem en 1820.
Habita en Mauritania, Sáhara Occidental, Argelia, Túnez, Libia, Egipto, Mali, Irak, Chad, Sudán y Arabia Saudita.